# Batavia (Iowa)
Batavia és una població dels Estats Units a l'estat d'Iowa. Segons el cens del 2000 tenia 500 habitants.

## Demografia
Segons el cens del 2000, Batavia tenia 500 habitants, 219 habitatges, i 139 famílies. La densitat de població era de 327,2 habitants per km².
Dels 219 habitatges en un 29,2% hi vivien nens de menys de 18 anys, en un 56,6% hi vivien parelles casades, en un 5% dones solteres, i en un 36,1% no eren unitats familiars. En el 31,5% dels habitatges hi vivien persones soles el 14,2% de les quals corresponia a persones de 65 anys o més que vivien soles. El nombre mitjà de persones vivint en cada habitatge era de 2,28 i el nombre mitjà de persones que vivien en cada família era de 2,88.
Per edats la població es repartia de la següent manera: un 23,2% tenia menys de 18 anys, un 6% entre 18 i 24, un 30,6% entre 25 i 44, un 24,2% de 45 a 60 i un 16% 65 anys o més.
L'edat mediana era de 41 anys. Per cada 100 dones de 18 o més anys hi havia 89,2 homes.
La renda mediana per habitatge era de 33.333 $ i la renda mediana per família de 39.063 $. Els homes tenien una renda mediana de 28.125 $ mentre que les dones 21.319 $. La renda per capita de la població era de 18.970 $. Cap de les famílies i el 3,5% de la població estaven per davall del llindar de pobresa.

## Poblacions més properes
El següent diagrama mostra les poblacions més properes.